# Žirović
Žirović ist ein Dorf mit ca. 150 Häusern bei Livno im Südwesten von Bosnien und Herzegowina. Es befindet sich nordwestlich der Stadt Livno an der Straße nach Bosansko Grahovo.